# あの娘はヤリマン
『あの娘はヤリマン』（あのこはヤリマン）は、北内乙三による日本の漫画。
タイトルが性的な意味での「ヤリマン」を想起させていたり、マン同士の戦いの気配を「マン臭」と表現するなど下ネタ的なミスリードを誘う形式のショートギャグマンガ。かつて週刊少年ジャンプで行われた読者投稿連動型企画のように、読者が考えたヤリマン若しくは○○マンを募集したり、沖美が「槍マン」として初名乗りを上げたシーンでは前田慶次のようなカットが被さっているなど往年の『週刊少年ジャンプ』などをイメージさせるオマージュ演出が多い。

## あらすじ
主人公「端本 真夜」は同じクラスの女生徒「林 沖美」がとんでもないヤリマンだと聞かされてしまう。それがデマだと思いたい端本は真偽を確かめるようとするが、そこで彼女が「槍一本で天下に名を知らしめることを目標とするもの」すなわち「槍マン」だと知らされ、更に第二の槍マンや剣マンまでもが現れる。彼らを倒した後、「最強マントーナメント」で最強のマン「手マン」と戦いたいと意気込む沖美の勢いに押され、端本は良くわからないまま彼女の旅を手助けすることになってしまった。

## 主な登場人物
端本 真夜
主人公。マンではなく、また彼らが当然のように命のやり取りをしたりしていることに驚き沖美をなんとか止めようとする立場。
マン同士の戦いに首を突っ込んだことで、周囲にはヤリマンマニアだと思われている。
ノンケだが、異常なほどゲイにモテる。
林 沖美
もう一人の主人公で「槍マン」。常識に欠ける部分があり、「マン」という言い方に性的な意味を感じていないしマン同士の戦いが殺し合いであることにも疑問を持っていない。
ただし性的な意味でのヤリマンとして扱われるのは快くないようで、「人をヤリマン扱いするな」とムッとしたことも。
門松 多恵
竹槍で戦う竹槍マンであり、「学校全員の男と付き合いたい」と言う（性的な意味での）ヤリマン。「手マン」の話を振られて性的な方の手マンだと思うなど、沖美ほどマンに染まっていないような描写がある。
もう一人の竹槍マンに強襲され窮地に陥るも、マン臭を嗅ぎ付けてやってきた沖美に助けられ以後は行動を共にするようになる。

## 用語
○○マン
「○○一つで天下に名を知らしめる」という目的で戦う戦士の総称。武装グローブで戦えばグロマン、鎌で戦えば鎌マンとなる。決闘は基本的に殺し合いであり、負けた側の死体は「処理マン」と呼ばれる係が処理することになっている。
非戦闘型のマンも多く登場しており、またマンの行動や結果を「マン○○」などと表現することも。
最強マントーナメント
全てのマンが集って富士の樹海で行われるトーナメント。優勝者は伝説のマン「手マン」と戦う権利が与えられる。

## 書誌情報
- 北内乙三『あの娘はヤリマン』 集英社〈ジャンプ・コミックス〉、全2巻
  1. 2016年1月4日発売、ISBN 978-4-08-880563-4
  2. 2016年7月4日発売、ISBN 978-4-08-880737-9